# Stanisław Szukalski
Stanisław Szukalski (Warta, 13 de diciembre de 1893-Burbank a 19 de mayo de 1987) fue un escultor y pintor polaco. El arte de Szukalski exhibe influencias de culturas como la egipcia, eslava y azteca combinadas con elementos del art nouveau, de las diversas corrientes del modernismo europeo de principios del siglo XX: cubismo, expresionismo, futurismo y arte precolombino.
Aunque emigró con su familia a Estados Unidos cuando tenía doce años de edad, fluctuó entre ambos países durante toda su vida. Durante la década de 1920, fue aclamado como el "mejor artista vivo" de Polonia. Gran parte de su trabajo fue destruido debido a la devastación de las fuerzas nazis durante la Segunda Guerra Mundial. En los Estados Unidos, continuó trabajando, a pesar de la pobreza y la relativa oscuridad. Sus obras están en exhibición permanente en el Museo Polaco de América en Chicago y el Museo Nacional en Varsovia. Entre los admiradores de Szukalski se encuentran Leonardo DiCaprio, la banda Tool, y el famoso escritor Ben Hecht, quien conoció a Szukalski en la década de 1920, describiendo al polaco en su autobiografía como "hambriento, musculoso, aristocrático y desdeñoso de los seres inferiores a él, que Szukalski guardó por el resto de su vida".

## Obra escultórica
Su obra aspira a lo monumental, independientemente de su escala física. Los músculos de sus modelos están tensos y exagerados en sus formas humanas, los rasgos faciales están cincelados. El estilo de Szukalski puede considerarse una combinación de mitológico con erotismo, el primitivismo, lo heroico y una dosis de surrealismo. Se sintió atraído por el arte primitivo de las culturas del mundo sobre todo, teniendo una particular fascinación por el arte  Mesoamerican.